# فيكتور هاربور
فيكتور هاربور هي مدينة، في أستراليا، تقع في جنوب أستراليا، بلغ عدد سكانها 4,233  نسمة وذلك حسب إحصائيات سنة 2016، رمزها البريدي هو 5211.